# 平家納経

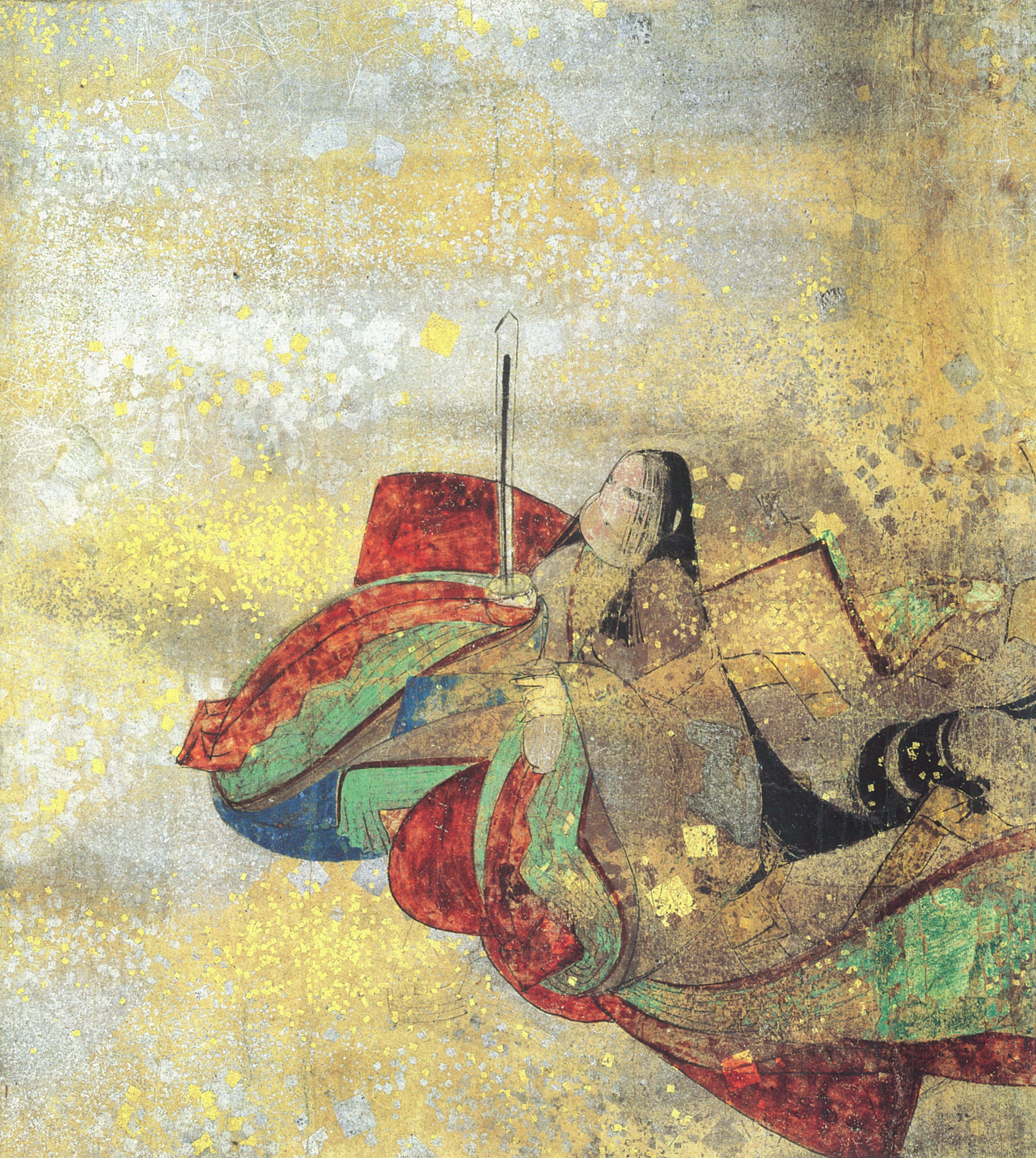
『平家納経』のうち「観普賢経」の見返し部分
平家一門の繁栄を願って発願された『平家納経』、その見返し絵は絢爛豪華なこと知られている。『観普賢経』は『法華経』の結経。

『平家納経』（へいけのうきょう）は、古代日本の装飾経（装飾を凝らした写経）の一つ。平安時代に平家一門がその繁栄を願って厳島神社に奉納した一品経であり、装飾経および附属物の総称である。『厳島納経（いつくしま - ）』「厳島経」ともいう。

## 概要
『法華経』30巻、『阿弥陀経』1巻、『般若心経』1巻、平清盛自筆の願文1巻と、経箱・唐櫃からなる。清盛の願文に「善を尽くし、美を尽くし」とあるように経典に施された装飾は絢爛豪華で、平家の栄華を今に伝えている。平安時代の装飾経の代表作で、当時の工芸を現代に伝える一級史料でもある。
現在は厳島神社が所蔵しており、複製が厳島神社宝物館で一部が公開されている。

## 歴史

### 制作と奉納
清盛が一門の現当二世（現在と未来）に亘る繁栄を祈って発願した。経典を筆写したのは平家の一族で、清盛・重盛・頼盛・教盛などが名を連ね、それぞれが一巻を分担する形で筆写した。長寛2年（1164年）9月、厳島神社に一部が奉納されたが、各巻の奥書を参照すると全体の完成には仁安2年（1167年）までかかったことが分かる。

### 後世の動き

#### 近世
安土桃山時代末の慶長7年（1602年）には、戦国大名・福島正則が願主となって一部が修理されている。蔦蒔絵唐櫃はこの際に献納された。見返し絵3巻は俵屋宗達風に新写修補されており、宗達による最も早期の作品と推定されている。
江戸時代初期にあたる慶安元年（1648年）には、浅野長晟が『平家納経』を重修しており、唐櫃の蓋の裏に銘がある。
江戸時代後期の天保13年（1842年）に刊行された『厳島宝物図会』では『平家納経』の装飾について紹介されている。

#### 明治の模本
1882年（明治15年）10月に東京で第1回内国絵画共進会が開催されると、出展目録「廣島縣下安芸國 嚴島神社出品（= 広島県下安芸国 厳島神社出品）」に「古寫經及ヒ願文 丗三巻（= 古写経及び願文 二十三巻）」名義で『平家納経』も含まれた。この機会を捉えて『平家納経』は博物館で模写されている。現在それは東京国立博物館の収蔵品となっており、「平家納経模本」第1号（管理番号：A-6917）と呼ばれている。この時の模写は当年から1884年（明治17年）にかけて行われており、長命晏春（ちょうめい あんしゅん）ら帝室技芸員の手になる仕事であった。東京国立博物館での管理名称は「厳島経巻模本」。

#### 大正の副本
1914年（大正3年）、高山昇が厳島神社の宮司に就任すると、千畳閣の修復工事に着手した。これを無事にやり終えた高山は、1920年（大正9年）2月、『平家納経』の保存状態を憂慮しながらも資金不足で打つ手が無かったことから、古社寺保存会委員（cf. 古社寺保存法）の文学博士である福井利吉郎に相談し、同年4月18日の大師会に機会を得、著名な文化人であった高橋義雄と益田孝に対して副本の制作を依頼した。高山が訴える『平家納経』の貴重さと副本制作事業の緊要性に得心した高橋・益田両名はその場にいる財界人や数寄者から資金を募り、幸運にも当時は好景気の頂点にあったことも手伝って、2、3時間も経たないうちに30名余りの寄進者が出揃い、十分な資金が調達できた。これを受けて制作に当たったのは「神工鬼手」と謳われた日本美術技能者で日本美術研究家・日本画家・書家の田中親美であった。田中は1923年（大正12年）の関東大震災を間に挟みながら5年半をかけて2組を制作し、1925年（大正14年）に精巧な副本を完成させた。なお、国宝（※当時は旧国宝）の中でも最貴重品である『平家納経』に関しては、文部省から高橋・益田・田中らに万全の保管責任が命じられていた。そこで彼らは、不測の事態に備え、文部省から益田が原本を10巻単位で借り受けて管理万全な品川御殿山の益田家宝庫に保管しておき、そこから田中の必要に応じて2、3巻だけ取り出して模写するという方法を執っていた。そのため、大震災による被害を免れることができた。激しい揺れに襲われるなか、田中は原本数巻を抱き締めて守ったという。1925年11月18日にまず経巻のみが厳島神社に奉納され、その後、全33巻1組が奉納された。残りの1組は田中が手元で保管し、これを基にして制作された副本が、益田家に1組、主要な寄進者であった大倉家（大倉喜八郎家）に1組納められた。その後、やはり主要な寄進者であった安田財閥（現・安田家）と松永家（松永安左エ門家）にも納められた。それぞれを「益田本」「大倉本」「安田本」「松永本」という。現在、益田本と松永本は寄贈先の東京国立博物館が所蔵、大倉本は大倉集古館所蔵となっている。安田本は安田文庫の収蔵品となっていたが、2代目安田善次郎の時代に安田文庫は東京大空襲で焼失しており、副本がどの程度現存しているのかは不明である。

### 年表
- 長寛2年（1164年、平安時代後期）9月 - 厳島神社に一部が奉納される。
- 仁安2年（1167年、平安時代後期） - 全てが完成し、厳島神社への奉納が完了する。
- 慶長7年（1602年、安土桃山時代末） - 福島正則が願主となって修理が行われる[12]。蔦蒔絵唐櫃はこの際に献納された[8][12]。見返し絵3巻が俵屋宗達風[8]に新写修補されており、宗達による最も早期の作品と推定されている[13]。
- 慶安元年（1648年、江戸時代初期） - 浅野長晟が『平家納経』を重修（唐櫃蓋裏銘）[12]。
- 1882年（明治15年）10月 - 第1回内国絵画共進会にて、出展目録「廣島縣下安芸國 嚴島神社出品」に「古寫經及ヒ願文 丗三巻」名義で出品され、この機会に帝室学芸員の手で2年をかけて模写される。これが現在の「厳島経巻模本」。
- 1897年（明治30年）12月28日 - 旧国宝指定される[12]。
- 1920年（大正9年）4月18日 - 大師会にて、厳島神社の高山昇宮司が高橋義雄と益田孝に『平家納経』副本制作を訴え、大倉喜八郎らがその場で協力を約束。
- 1925年（大正14年） - 田中親美が5年半をかけて副本2組を完成させ、1組を奉納、1組をさらなる副本制作の見本とする。
- 1954年（昭和29年）3月20日[19]、法華経等33巻、金銀荘雲龍文銅製経箱、蔦蒔絵唐櫃が「平家納経 一具」として[19]国宝に指定される[19]。
- 1959年（昭和34年） - 『薬草喩品』の表紙と見返しが安田靫彦による彩絵（だみえ）[字引 8]に改められる[8][12]。
- 1985年（昭和60年） - 松井正光らによる装飾金具の修復が始まる。

## 関係者
- 平清盛（1118-1181年） - 発願者で奉納者代表。清盛以下、当時の平家一門の32名が奉納者となった。
- 福島正則（1561-1624年） - 慶長7年の修理の発願者。
- 俵屋宗達（? -1640年頃） - 慶長7年の修理の際、見返し絵3巻を新写修補したと推定される[13]（宗達が手掛けた最も早期の作品と目される[13]）。
- 浅野長晟（1586-1632年） - 慶安元年の重修の発願者。
- 長命晏春 - 帝室技芸員。明治の模本「厳島経巻模本」の制作責任者。
- 高山昇（1864-1950年） - 1914年（大正3年）に厳島神社の宮司に就任し、千畳閣の修復工事や『平家納経』の副本制作など、文化事業を推進した。
- 高橋義雄（高橋箒庵。1861-1937年） - 文化人（著名な茶人）。副本制作のための資金を募った。
- 益田孝（益田鈍翁。1848-1937年） - 文化人（著名な茶人）。副本制作のための資金を募った。益田家は益田本を所有していたが、東京国立博物館に寄贈している。
- 田中親美（1875-1975年） - 「神工鬼手」と謳われた日本美術技能者。厳島神社に奉納した1組を含む合計5組にも及ぶ精巧な副本を制作した。
- 大倉喜八郎（1837-1928年） - 副本の制作資金を寄進した一人。大倉家は大倉本を所有し、現在大倉集古館に収蔵している。
- 初代安田善次郎（1838-1921年） - 副本の制作資金を寄進者した一人。安田財閥（現・安田家）は安田本を安田文庫に収蔵していたが、安田文庫は東京大空襲で焼失しており、副本がどの程度現存しているのかは不明。
- 松永安左エ門（1875-1971年） - 副本の制作資金を寄進した一人。松永家は松永本を所有していたが、東京国立博物館に寄贈している。
- 安田靫彦（1884-1978年） - 日本画家。『薬草喩品』の表紙と見返しが安田の手になる彩絵に改められた。
- 松井正光（1938年 - ） - 金工作家。1985年（昭和60年）から1988年（昭和63年）まで、装飾金具の修復を行った。